# Lowe Worldwide
Lowe and Partners Worldwide este o agenție de publicitate internațională cu sediul central la Londra. Agenția face parte din grupul Interpublic, unul dintre cele mai mari holdinguri de comunicare la nivel mondial. Interpublic este, alături de Publicis, WPP și Omnicom, unul dintre cei patru jucători ai pieței internaționale de media și publicitate. 

## Istorie
Istoria companiei Lowe începe cu înființarea agenției Lintas (Lever International Advertising) în 1899, una dintre primele agenții din lume care în urma fuziunii globale și a dezvoltării rapide în anii ’70 și ’80 a devenit un jucător important și renumit în domeniul publicității cu conturi precum IBM, Mastercard, Johnson and Johnson și Unilever. În 1981, Sir Frank Lowe a instituit Lowe Howard-Spink, dezvoltând campanii pentru Absolut, Birds Eye și Heineken. În urma fuziunii cu Ammirati Puris și apoi Lintas, Lowe a devenit în anul 2000 a patra cea mai mare agenție de publicitate din lume.

### O nouă eră
Începutul secolului al XXI-lea a adus o schimbare de strategie, care a condus către o rețea care se putea concentra nu doar pe furnizarea de acoperire, ci pe furnizarea ideilor care ar fi putut fi transpuse dincolo de granițele țării și ale mass-media. Unele campanii notabile dezvoltate de Lowe includ „The world's local bank” pentru HSBC, „Every little helps” pentru Tesco, „The Axe Effect” pentru Axe (Lynx în Regatul Unit) și „Dirt is good” pentru Omo/Persil și „Just for the taste of it” pentru băutura dietetică a Coca-Cola.
Lowe dispune de 101 birouri (inclusiv filialele) în întreaga lume, inclusiv de agenții ca Deutsch și Huge în America de Nord, Lintas în India, Ponce PA în Argentina, GGK în Europa de Est și Adventa Lowe în Rusia. Lowe deservește în prezent patru dintre cele mai importante companii din lume, precum Unilever, Johnson and Johnson, Nestlé și General Motors.

## Lowe Worldwide în România
Compania este prezentă astăzi în România prin grupul Lowe, care este format din companiile Lowe & Partners (înființată în 1993), Inițiative România (înființată în 1994), Medic One (înființată în 1999), GolinHarris (înființată în 2006), Brand Connection (înființată în 2004) și Hyperactive (2009).
În anul 2010, tot business-ul grupului, incluzând Hyperactive, era estimat la 52 milioane de euro, în ușoară creștere față de anul anterior.
În anul 2011, printr-un parteneriat strategic cu GolinHarris, de asemenea parte a Interpublic, Lowe PR, agenția de relații publice a grupului, devine GolinHarris București. Acesta este primul birou pe care compania americană îl deschide în Europa de Est. GolinHarris București va fi coordonată regional de biroul din Londra al GolinHarris.    

## Premii
În 2007 Lowe a fost desemnată în Gunn Report a zecea agenție cea mai premiată, câștigând Integrated Grand Prix și Gold Lions la Cannes Lions, medalii de aur la One Show, Clio și premii Eurobest. Lowe a obținut de asemenea 8 premii Gold la festivalul de publicitate New York Innovative pentru proiectul realizat la cererea companie Artois. 

## Agenții
Lowe and Partners este o rețea cu peste 101 birouri globale în 82 de piețe din întreaga lume. Comunitatea acoperă o arie de discipline precum comerțul electronic, CRM, relații publice, branded entertainment și Activation. 
Agențiile principale ale grupuli Lowe sunt următoarele:
| - Lowe Sydney, Australia - Ponce BA, Argentina - BorghiErh/Lowe, Brazilia - Lowe Bull, Africa de Sud - LOLA Madrid, Spania - Lowe Bangkok, Thailanda - Lowe Brindfors, Suedia - Lowe Lintas, India - DLKW Lowe, Regatul Unit | - Lowe Istanbul, Turcia - Deutsch Inc, SUA (New York și Los Angeles) - Lowe Shanghai, China - Lowe Strateus, Franța - Lowe Bucharest, România - Lowe Roche, Toronto, Canada - Lowe Ginkgo, Montevideo, Uruguay - Lowe SSP3, Bogota, Columbia - Publimark Lowe, San José, Costa Rica |